# Francisco Manoel de Nascimento

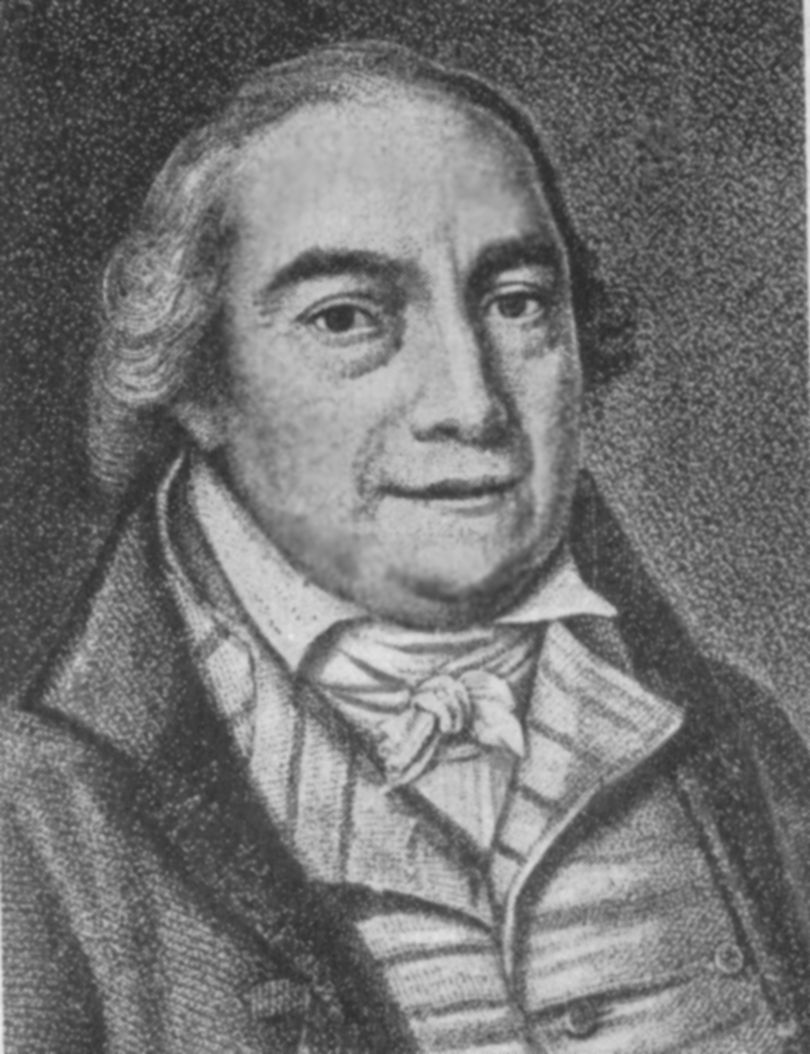
Francisco Manoel de Nascimento

Francisco Manoel de Nascimento (ur. 1734, zm. 1819) – portugalski poeta okresu oświecenia.

## Życiorys
Francisco Manoel de Nascimento był duchownym. Jako autor jest powszechnie znany pod pseudonimem Filinto Elysio. Z racji sprzyjania postępowym ideom francuskiego oświecenia znalazł się w polu zainteresowania inkwizycji i był zmuszony udać się na wygnanie do Francji.

## Twórczość
Francisco Manoel de Nascimento jest wymieniany, obok Manoela Marii Barbosy du Bocage jako autor, którego twórczość, wyrastając z epoki oświecenia, zapowiada romantyzm. Poeta był także tłumaczem. Przekładał między innymi dzieła François-René de Chateaubrianda i Jeana de Lafontaine'a.